# Пітерс Тауншип (округ Франклін, Пенсільванія)
Пітерс Тауншип (англ. Peters Township) — селище (англ. township) в США, в окрузі Франклін штату Пенсільванія. Населення — 4462 особи (2020).

## Демографія
Згідно з переписом 2010 року, у селищі мешкало 4430 осіб у 1727 домогосподарствах у складі 1299 родин. Було 1858 помешкань
Расовий склад населення:
| - 96,9 % — білих - 1,2 % — чорних або афроамериканців - 0,4 % — азіатів - 0,1 % — корінних американців |

До двох чи більше рас належало 1,3 %. Частка іспаномовних становила 1,0 % від усіх жителів.
За віковим діапазоном населення розподілялося таким чином: 22,2 % — особи молодші 18 років, 61,6 % — особи у віці 18—64 років, 16,2 % — особи у віці 65 років та старші. Медіана віку мешканця становила 41,6 року. На 100 осіб жіночої статі у селищі припадало 97,0 чоловіків;  на 100 жінок у віці від 18 років та старших — 95,2 чоловіків також старших 18 років.
Середній дохід на одне домашнє господарство  становив 60 022 долари США (медіана — 54 983), а середній дохід на одну сім'ю — 64 851 долар (медіана — 57 014). Медіана доходів становила 37 255 доларів для чоловіків та 28 945 доларів для жінок. За межею бідності перебувало 5,0 % осіб, у тому числі 1,5 % дітей у віці до 18 років та 7,0 % осіб у віці 65 років та старших.
Цивільне працевлаштоване населення становило 2214 осіб. Основні галузі зайнятості: виробництво — 14,8 %, роздрібна торгівля — 12,2 %, освіта, охорона здоров'я та соціальна допомога — 12,2 %.